# Louis Jéhotte

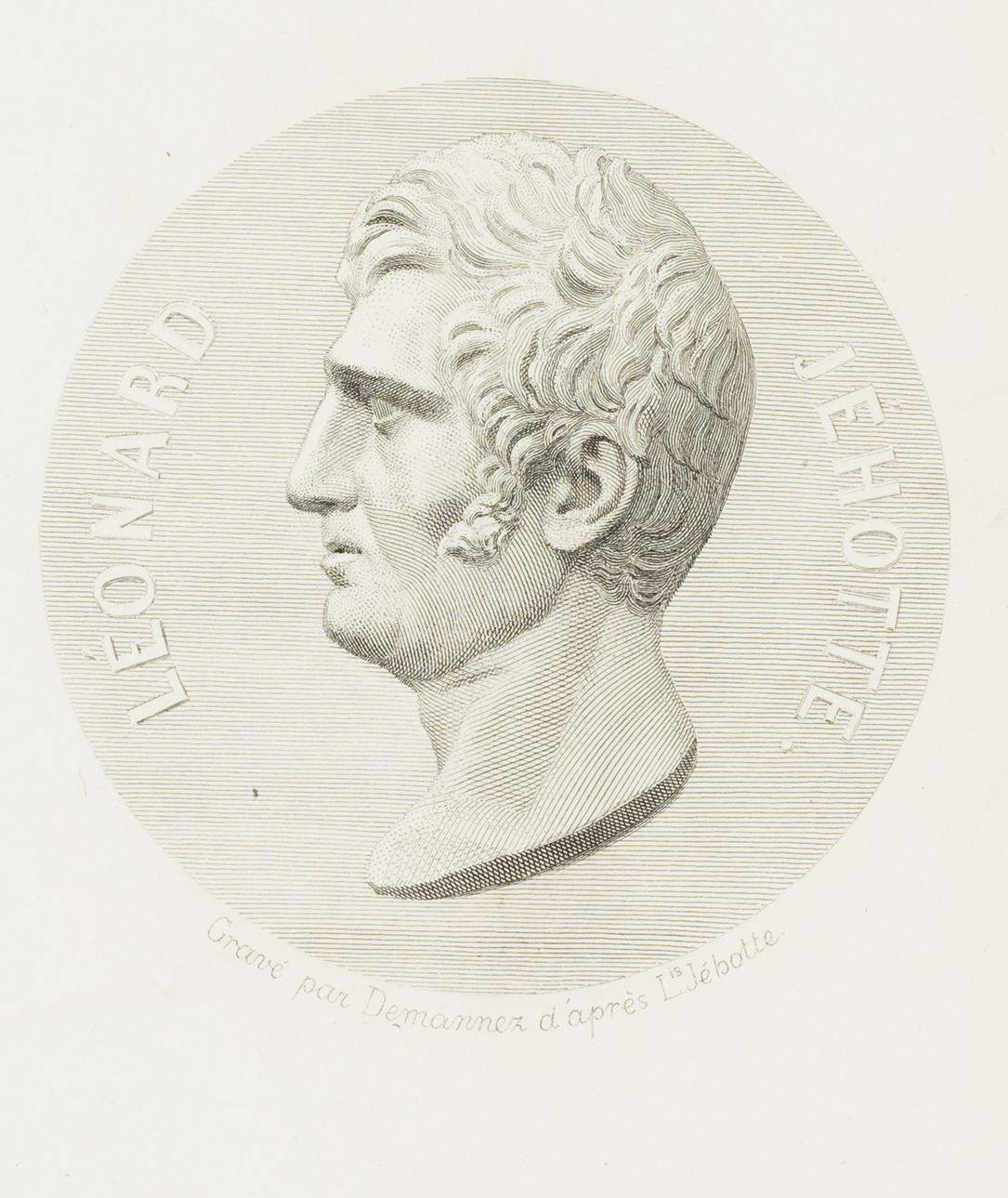
Léonard Jehotte

Louis Jéhotte (spr. scheótt; * 7. November 1803 oder 1804 in Lüttich oder Paris; † 3. Februar 1884 in Brüssel) war ein belgischer Bildhauer.

## Leben
Louis Jéhotte war Sohn des an der königlichen Münze in Lüttich tätigen Stempelschneiders Léonard Jehotte. Er begann seine Studien in Lüttich bei François Joseph Dewandre, dann lebte und studierte er in Paris, Florenz und Rom, wo er sich anfangs an Mathieu Kessels, dann an Bertel Thorvaldsen anschloss.
In die Heimat zurückgekehrt, führte er das marmorne Grabdenkmal des Erzbischofs Graf Méan in der St.-Romualds-Kathedrale (Sint-Romboutskathedraal) zu Mechelen aus, sowie die Bronzestatue des Prinzen Karl Alexander von Lothringen und Bar vor dem Palais de Charles de Lorraine in Brüssel (1846), mehrere Porträtbüsten u. a.
Eines seiner Hauptwerke ist das 1867 errichtete bronzene Reitermonument von Karl dem Großen auf dem Boulevard d’Avroy in Lüttich. Eine Bronzestatue Kains befindet sich auf dem Gelände des Paleis der Academiën in Brüssel.
1846 wurde er zum korrespondierenden Mitglied der Académie royale des Sciences, des Lettres et des Beaux-Arts de Belgique gewählt.

## Bildergalerie

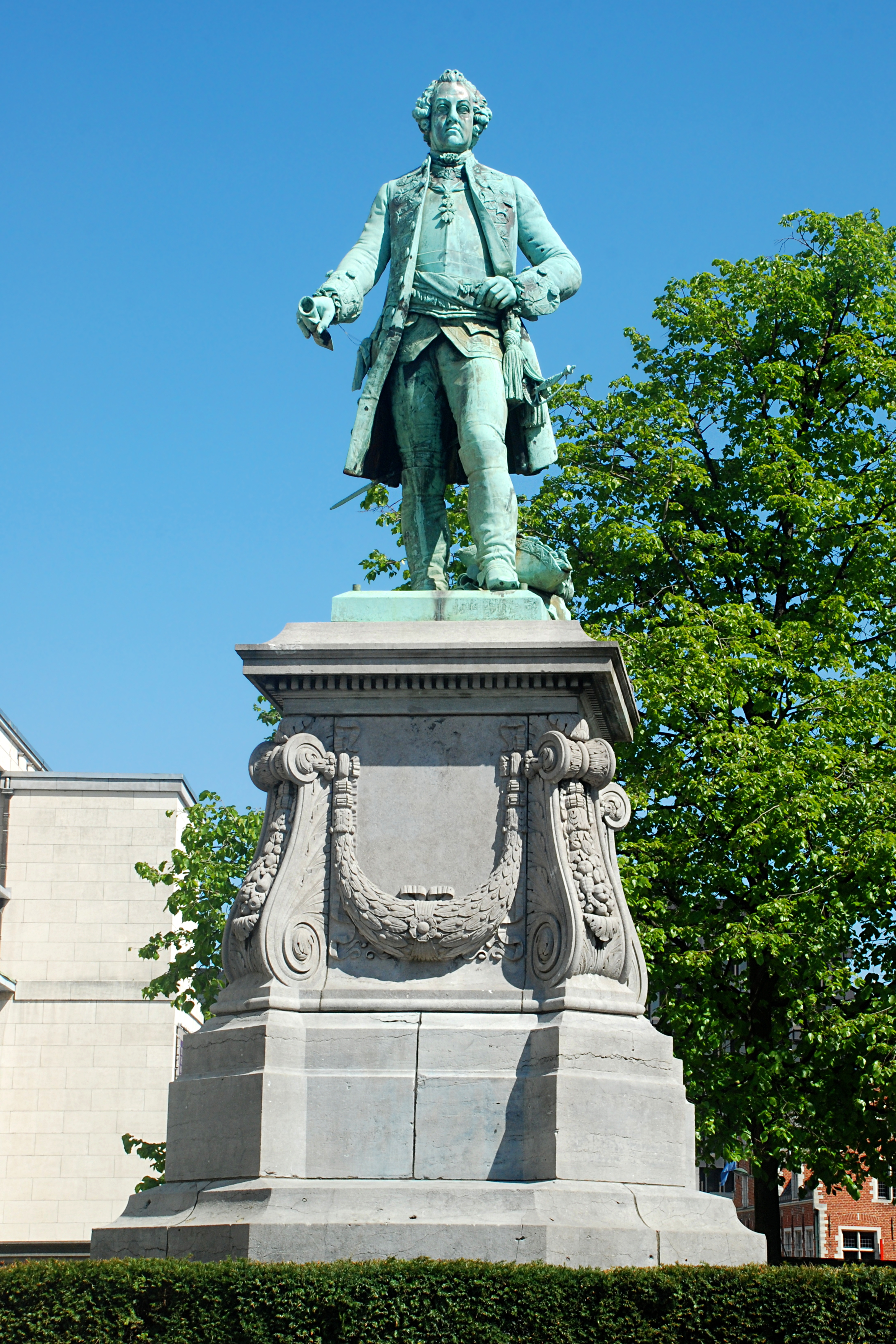
Statue von Karl Alexander von Lothringen in Brüssel
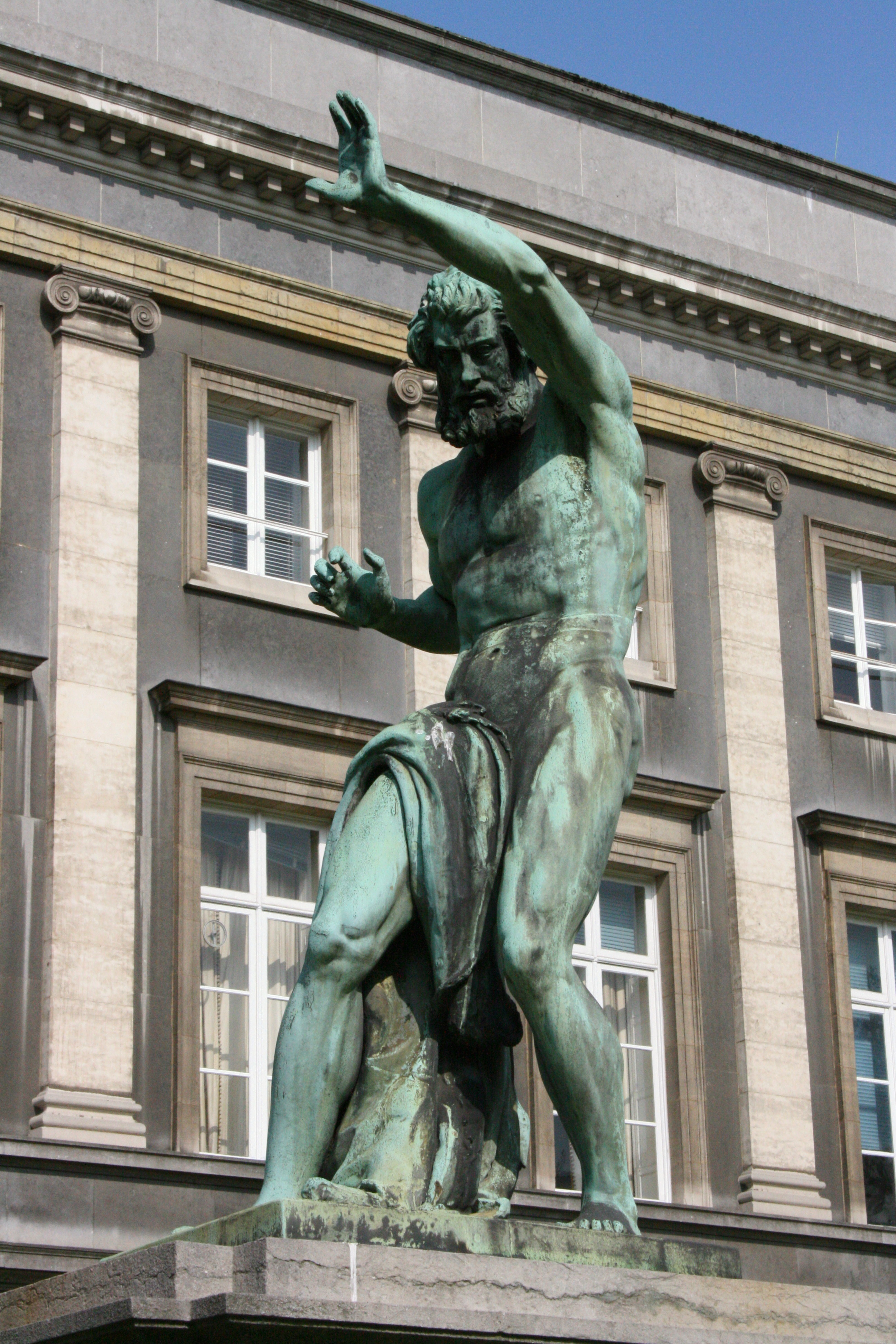
Kain Bronzestatue im Garten des Palastes der Akademien in Brüssel
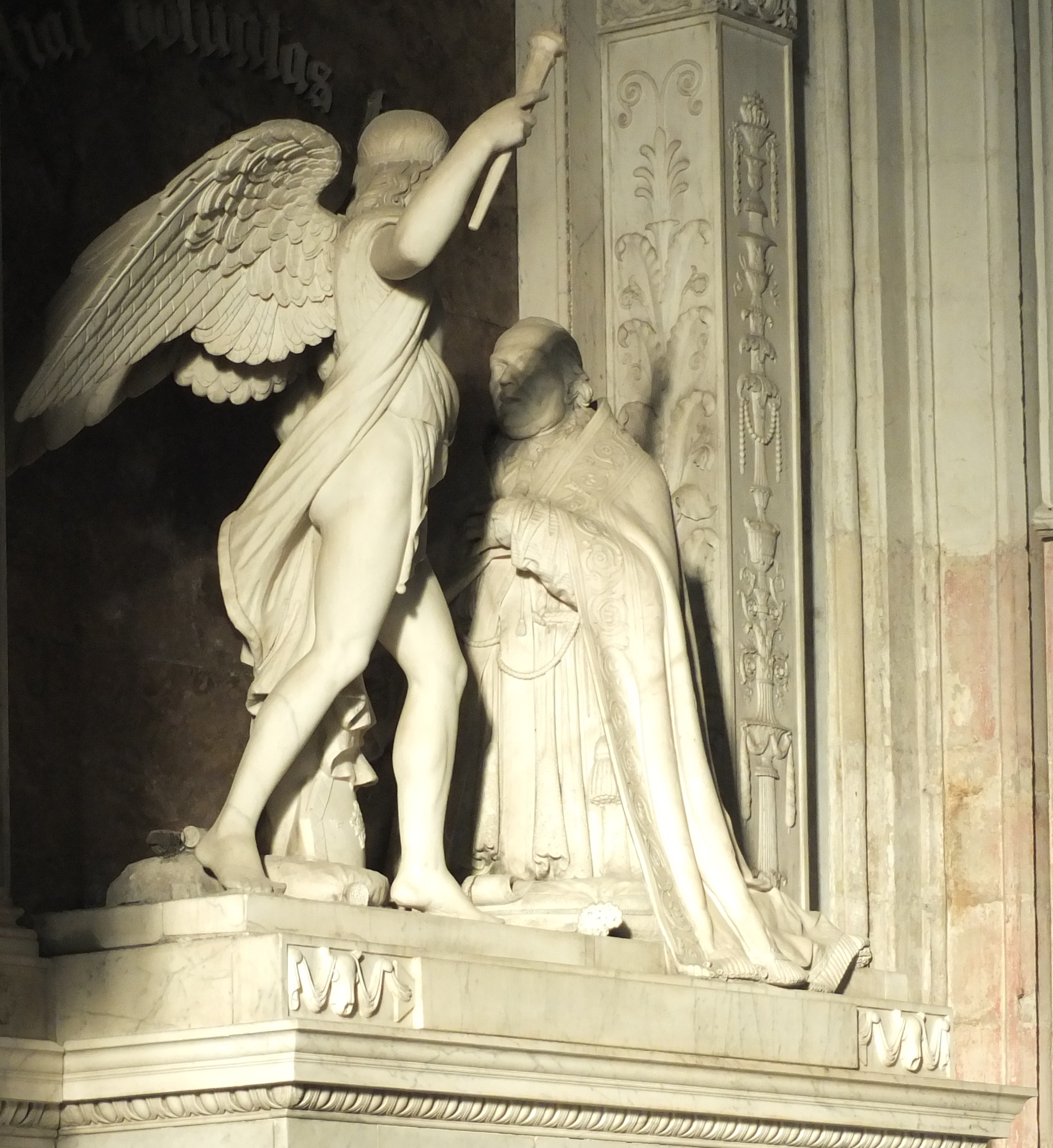
Grab von Franciscus-Antonius de Méan in der Kathedrale Sint Rombout in Mechelen
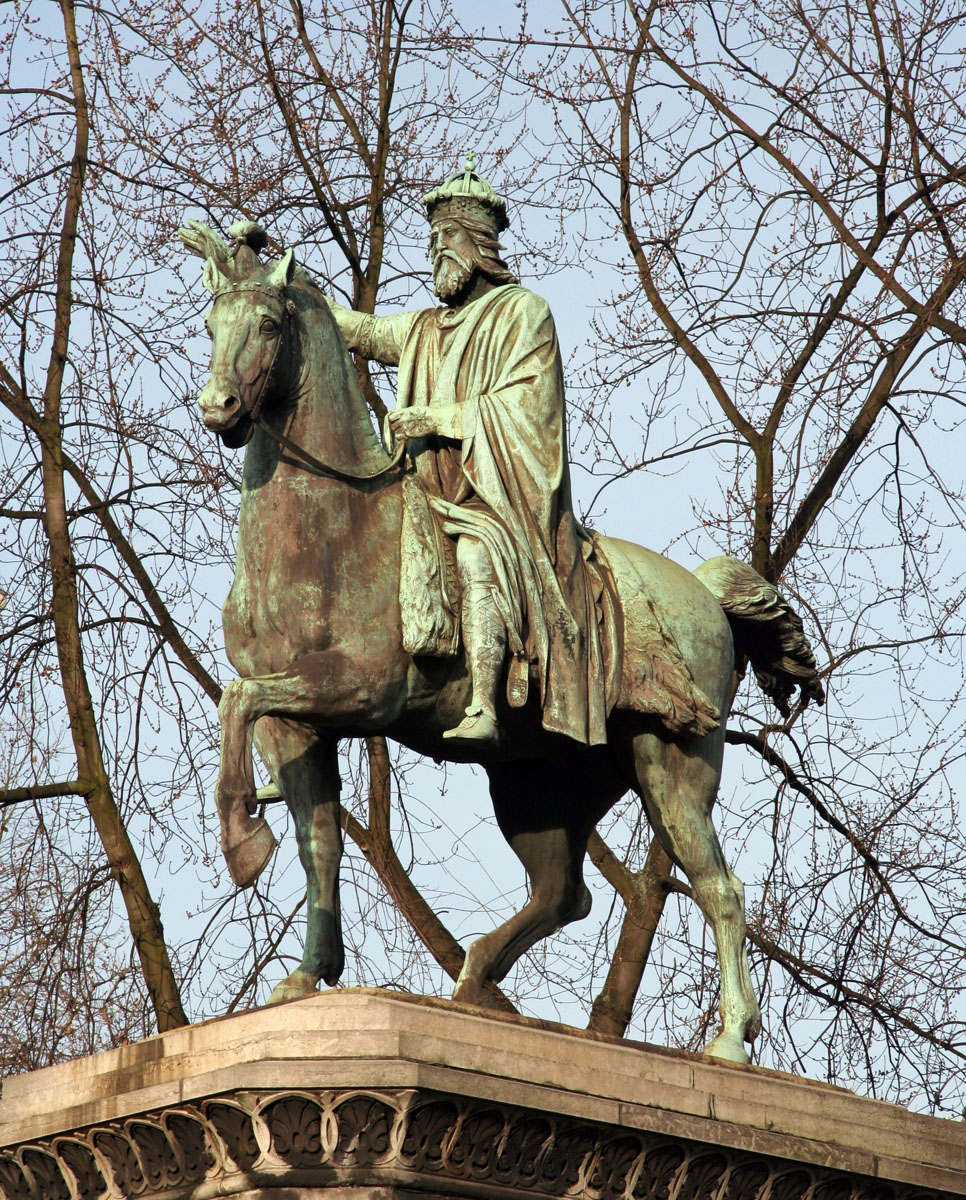
Reiterskulptur von Karl dem Großen in Lüttich